# 岡本誠司
岡本 誠司（おかもと せいじ、1994年6月21日 - ）は日本のヴァイオリニスト。千葉県市川市出身。

## 人物
1994年生まれ。3歳の時、近所の女の子の弾き真似をしたヴァイオリンに憧れ、スズキ・メソードでヴァイオリンを習い始める。

- 2010年 - 東京藝術大学音楽学部附属音楽高等学校へ入学。
- 2013年 - 東京藝術大学音楽学部へ入学。
- 2014年 - 千葉県知事より顕彰され、台東区文化・スポーツ奨励賞を受賞。[3]
- 2015,2016年 - ローム ミュージック ファンデーション奨学生。[4]
- 2017年 - 東京藝術大学音楽学部を卒業。卒業時に安宅賞、アカンサス音楽賞を受賞。
- 2017年 – ハンス・アイスラー音楽大学ベルリン(ドイツ)の修士課程へ入学。
- 2018年 - 第1回市川市文化振興財団芸術文化奨励賞を受賞。[5]
- 2018,2019年 - 公益財団法人明治安田クオリティオブライフ文化財団助成対象者。[6]
- 2019年 - ハンス・アイスラー音楽大学ベルリンを最高点の成績で修了。
- 2019年 - クロンベルク・アカデミー(ドイツ)のプロフェッショナル・スタディー課程へ入学。[7]
- 2022年-文化庁長官より表彰 第31回出光音楽賞を受賞。

## 活動歴
- 2010年3月 – 王子ホールにて初リサイタルを開催。[8]
- 2015年2月 – トッパンホールと宗次ホールにて第19回ヨハン・セバスティアン・バッハ国際コンクール優勝記念リサイタルを開催。
- 2015年5月 - ラ・フォル・ジュルネ・オ・ジャポンにて、"パシオンの邂逅〜ヴァイオリンがつなぐバロックとロマン派"と題されたリサイタルに出演。[9]
- 2015年5月 – ラ・フォル・ジュルネ金沢2015にて、井上道義指揮、オーケストラ・アンサンブル金沢と共演。
- 2015年6月 - ライプツィヒ・バッハ音楽祭(ドイツ)での無伴奏リサイタルに出演。
- 2016年11月 – ポーランド各地のツアー公演に出演。ポズナン交響楽団、NFMヴロツワフ交響楽団、ウッチ交響楽団などと共演。
- 2016年11月 – サンクトペテルブルク・フィルハーモニアにて、サンクトペテルブルク交響楽団と共演。
- 2017年5月 - ラ・フォル・ジュルネ・オ・ジャポンにて”シャコンヌ”と題された無伴奏リサイタルに出演。[10]
- 2017年7月 - ムジカ・ムンディ音楽祭(ベルギー)に出演。マキシム・ヴェンゲーロフらと共演。
- 2017年9月 - オポーレ・フィルハーモニー管弦楽団(ポーランド)の2017/18シーズン・オープニング・コンサートに出演。
- 2018年2月 - 反田恭平プロデュースMLMダブル・カルテットのツアー3公演に出演。[11]
- 2018年6月 – 第53回ヴィエニャフスキ音楽祭(ポーランド)に出演。オポーレ・フィルハーモニー管弦楽団と共演。
- 2018年8月 – 読響サマーフェスティバル2018《三大協奏曲》にて、大井剛史指揮、読売日本交響楽団と共演。[12]
- 2018年9月 – 第26回岡崎市民クラシックコンサートにて、井上道義指揮、名古屋フィルハーモニー交響楽団と共演。[13]
- 2019年7月 - 反田恭平プロデュースMLMナショナル管弦楽団ツアー5公演に、コンサートマスターとして出演。[14]
- 2019年11月 - クリスチャン・ヤルヴィ指揮、MDRライプツィヒ放送交響楽団の日本ツアーにソリストとして出演。[15]

### 共演したオーケストラ・指揮者
読売日本交響楽団、新日本フィルハーモニー交響楽団、名古屋フィルハーモニー交響楽団、仙台フィルハーモニー管弦楽団、オーケストラ・アンサンブル金沢、群馬交響楽団、MDRライプツィヒ放送交響楽団、ベルギー国立管弦楽団、サンクトペテルブルク交響楽団　他
井上道義、円光寺雅彦、高関健、広上淳一、山下一史、大井剛史、クリスチャン・ヤルヴィ、ジャン・ジャック・カントロフ、ヒュー・ウルフ、マレク・ピヤロウスキ、ウカシュ・ボロヴィチ、ピオトル・スコフスキ、プシェミスワフ・ノイマン他

## 受賞歴
- 2006年 - 第60回全日本学生音楽コンクール小学校の部、東京大会第1位、全国大会第1位。[16]
- 2009年 - 第2回宗次エンジェルヴァイオリンコンクール第5位。最年少入賞。[17]
- 2009年 - カネッティ国際ヴァイオリンコンクール(イタリア)第2位、最年少入賞。[5]
- 2011年 - 第3回宗次エンジェルヴァイオリンコンクール第4位。
- 2014年 - 第19回ヨハン・セバスティアン・バッハ国際コンクール (ドイツ・ライプツィヒ)のヴァイオリン部門にてアジア人で初めて優勝、併せて聴衆賞を受賞。[18]
- 2016年 – 第15回ヴィエニャフスキ国際ヴァイオリンコンクール(ポーランド・ポズナン)、第2位。
- 2016年 – 第6回仙台国際音楽コンクール、第6位。
- 2019年 – エリザベート王妃国際音楽コンクール、ファイナリスト入賞。
- 2021年 – 第70回ミュンヘン国際音楽コンクールのヴァイオリン部門優勝。

## その他
NPO法人イエロー・エンジェルより楽器貸与を受け、株式会社日本ヴァイオリンより名器貸与特別助成を受けている。

## 参照・出典
1. ↑  INC, SANKEI DIGITAL (2017年1月22日). “【ちば人物記】バイオリニスト・岡本誠司さん（２２） 「世界を舞台に演奏していく」”. 産経ニュース. 2020年5月12日閲覧。
2. ↑  INC, SANKEI DIGITAL. “バッハ国際コンクール優勝 岡本誠司が無伴奏バイオリン作品のコンサート”. 産経ニュース. 2020年5月12日閲覧。
3. ↑  “台東区文化・スポーツ奨励賞　台東区ホームページ　”. www.city.taito.lg.jp. 2020年5月12日閲覧。
4. ↑  “公益財団法人 ローム ミュージック ファンデーション”. micro.rohm.com. 2020年5月12日閲覧。
5. 1 2  “IchikawaYomiuri & UrayasuYomiuri”. www.ichiyomi.co.jp. 2020年5月12日閲覧。
6. ↑  “過去の助成対象者一覧 2011 - 2019年度 | 過去の助成状況 | 音楽分野への助成 | 公益財団法人 明治安田クオリティオブライフ文化財団”. www.meijiyasuda-qol-bunka.or.jp. 2020年5月12日閲覧。
7. ↑  “Kronberg Academy: Students”. www.kronbergacademy.de. 2020年5月12日閲覧。
8. ↑  “岡本誠司ヴァイオリンリサイタル | コンサートオフィスアルテ イベント情報”. コンサートオフィスアルテ　イベント情報. 2020年5月12日閲覧。
9. ↑  ““パシオンの邂逅～ヴァイオリンがつなぐバロックとロマン派””. ラ・フォル・ジュルネ・オ・ジャポン「熱狂の日」2015. 2020年5月12日閲覧。
10. ↑  “ラ・フォル・ジュルネ・オ・ジャポン2017「ラ・ダンス 舞曲の祭典」公式サイト”. ラ・フォル・ジュルネ・オ・ジャポン2017「ラ・ダンス 舞曲の祭典」公式サイト. 2020年5月13日閲覧。
11. ↑  “ピアニスト反田恭平が初めて室内楽をプロデュース～MLMダブル・カルテット | SPICE - エンタメ特化型情報メディア スパイス”. SPICE（スパイス）｜エンタメ特化型情報メディア スパイス. 2020年5月13日閲覧。
12. ↑  “読響サマーフェスティバル2018《三大協奏曲》 | コンサート | 読売日本交響楽団”. yomikyo.or.jp. 2020年5月13日閲覧。
13. ↑  岡崎市観光協会. “第26回 岡崎市民クラシックコンサート”. 岡崎おでかけナビ - 岡崎市観光協会公式サイト. 2020年5月13日閲覧。
14. ↑  “反田恭平 Produce MLM ナショナル管弦楽団”. www.kyoheisorita.com. 2020年5月13日閲覧。
15. ↑  “MDRライプツィヒ放送交響楽団 | 公益財団法人　武蔵野文化事業団”. www.musashino-culture.or.jp. 2020年5月13日閲覧。
16. ↑  “入賞者一覧 - 全日本学生音楽コンクール”. gaccon.mainichi-classic.jp. 2020年5月11日閲覧。
17. ↑  “結果発表・表彰式・ヴァイオリン貸与 | 旧ブログ | 宗次ホール オフィシャルブログ”. 宗次ホール. 2020年5月13日閲覧。
18. ↑  “Bach-Preisträger seit 1950 | Bach-Archiv Leipzig”. www.bachwettbewerbleipzig.de. 2020年5月11日閲覧。
19. ↑  “岡本誠司 Official Site”. 岡本誠司 Official Site. 2020年5月13日閲覧。

- 岡本誠司公式サイト